# Грейленд (Вашингтон)
Грейленд (англ. Grayland) — переписна місцевість (CDP) в США, в окрузі Ґрейс-Гарбор штату Вашингтон. Населення — 847 осіб (2020).

## Географія
Грейленд розташований за координатами 46°50′30″ пн. ш. 124°5′28″ зх. д. / 46.84167° пн. ш. 124.09111° зх. д. (46.841653, -124.091229).  За даними Бюро перепису населення США в 2010 році переписна місцевість мала площу 17,83 км², з яких 17,71 км² — суходіл та 0,12 км² — водойми.

## Демографія
Згідно з переписом 2010 року, у переписній місцевості мешкали 953 особи в 496 домогосподарствах у складі 256 родин. Густота населення становила 53 особи/км².  Було 941 помешкання (53/км²).
Расовий склад населення:
| - 91,4 % — білих - 2,9 % — корінних американців - 1,2 % — азіатів - 0,3 % — чорних або афроамериканців - 1,4 % — осіб інших рас |

До двох чи більше рас належало 2,8 %. Частка іспаномовних становила 4,2 % від усіх жителів.
За віковим діапазоном населення розподілялося таким чином: 11,9 % — особи молодші 18 років, 61,1 % — особи у віці 18—64 років, 27,0 % — особи у віці 65 років та старші. Медіана віку мешканця становила 56,2 року. На 100 осіб жіночої статі у переписній місцевості припадало 98,1 чоловіків;  на 100 жінок у віці від 18 років та старших — 98,1 чоловіків також старших 18 років.
Середній дохід на одне домашнє господарство  становив 33 482 долари США (медіана — 25 938), а середній дохід на одну сім'ю — 39 208 доларів (медіана — 37 679). 
Цивільне працевлаштоване населення становило 0 осіб. 